# Vicia ciliatula
Vicia ciliatula — вид квіткових рослин з родини бобових (Fabaceae). Ареал охоплює такі країни: Вірменія, Азербайджан, Грузія, Ставрополь, Північна Осетія, Краснодар, Карачаєво-Черкесія, Чечня, Дагестан, Інгушетія, Кабардино-Балкарія, Туреччина, Україна.

## Середовище
Висота проживання: 15–2000 метрів. Як зазначено в оцінці Європейського Червоного списку для цього виду, Vicia ciliatula зустрічається на узліссях лісів, на луках та оброблюваних полях як бур'ян, переважно в тінистих та вологих місцях; вона зустрічається у вторинних середовищах існування та порушених територіях і цвіте з травня по липень. Для цього виду немає серйозних загроз. У деяких районах свого ареалу він зустрічається в різноманітних середовищах існування, включаючи порушені антропогенні ділянки.